# 土地婆

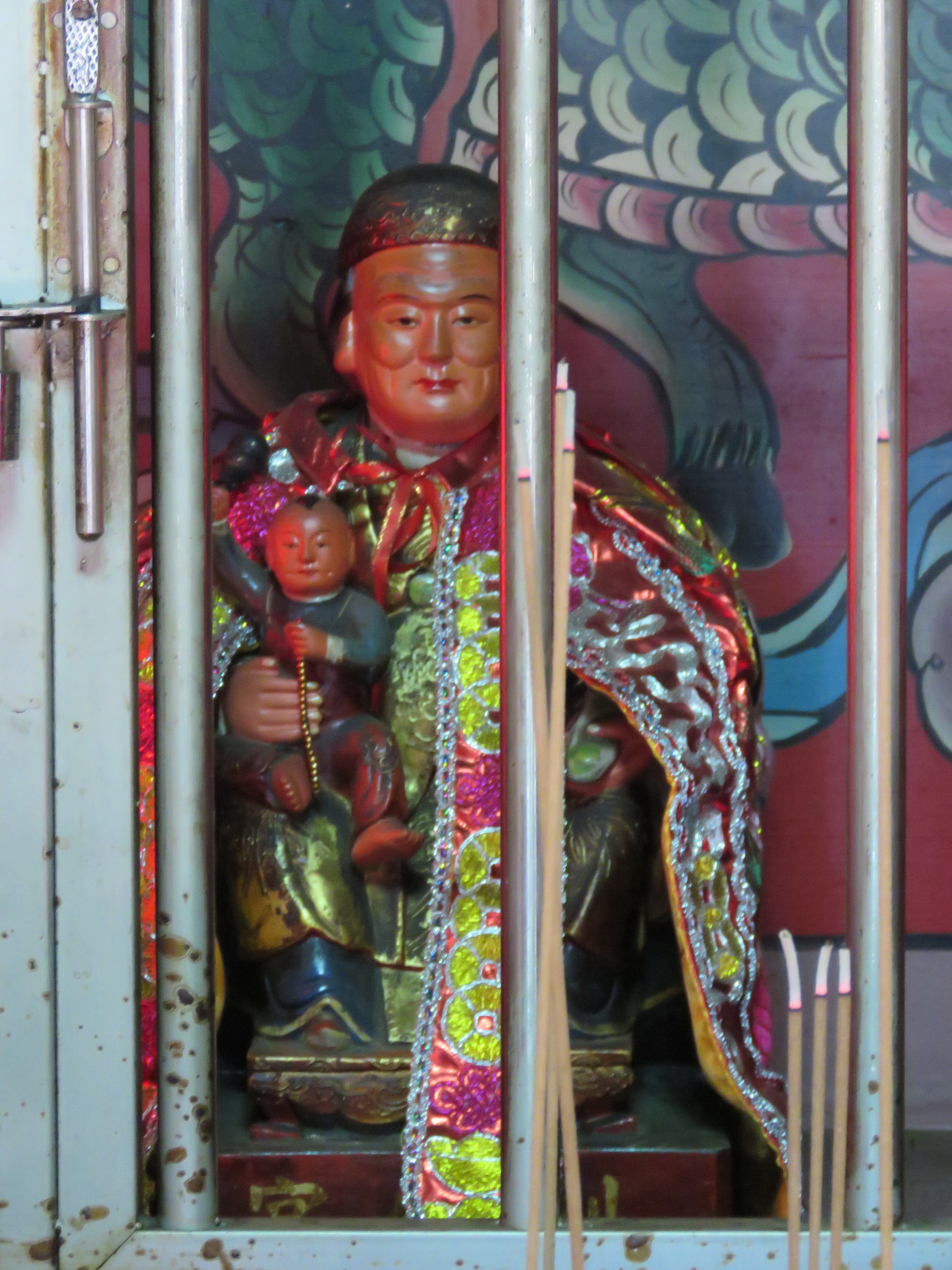
台中東勢大茅埔榕樹伯公的抱子伯婆

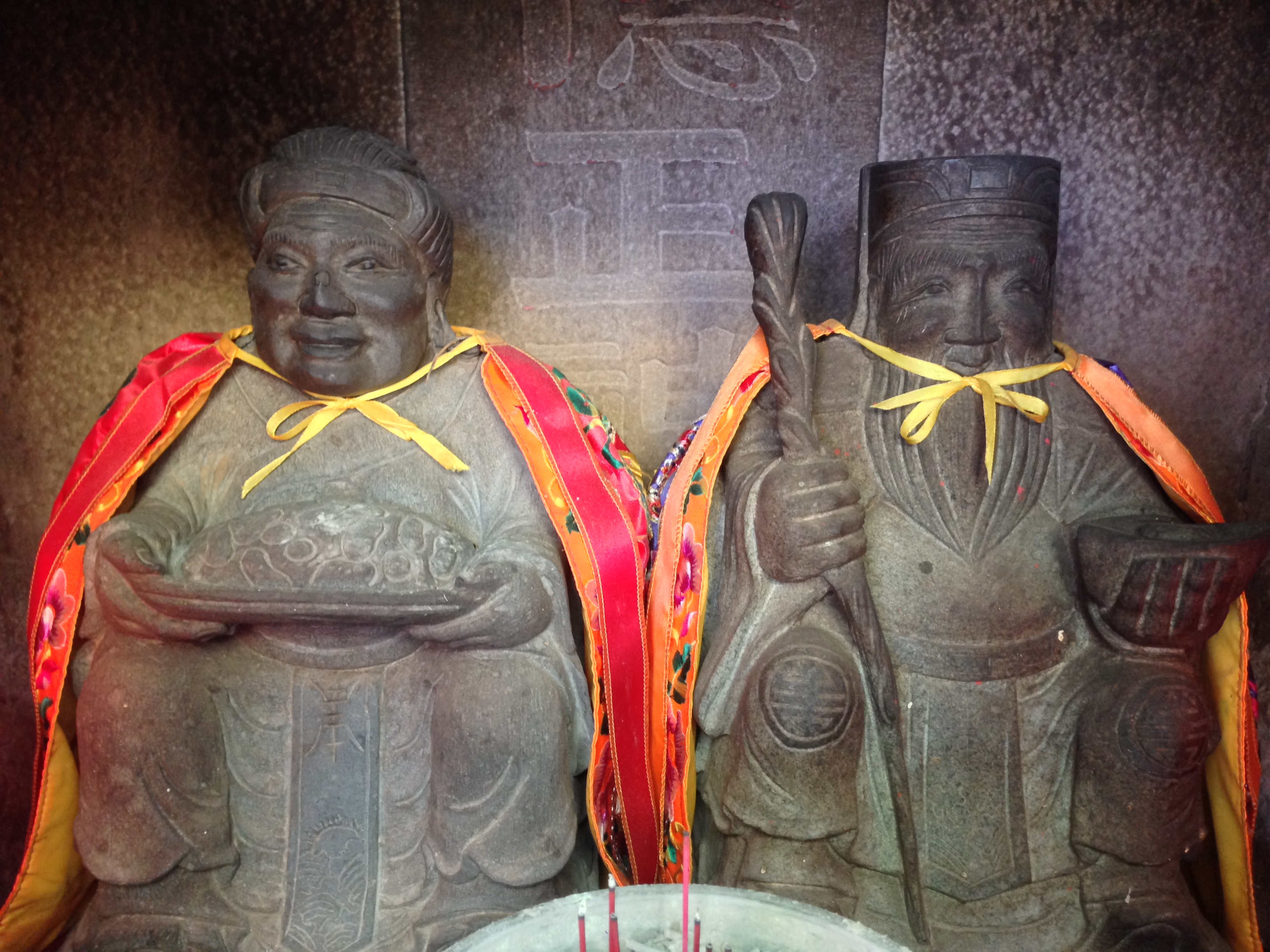
新北麻竹坑福德祠土地公與土地婆

土地婆，又稱土地媽、伯婆，是一位女性的土地神，祂經常被與土地公一同奉祀，被視為土地公之妻。

## 概略
在臺灣地區的土地公廟中，土地婆的神尊經常陪祀於土地公神尊旁；但是，很少民眾會在自家神龕供奉土地婆。 在雲林縣頂柴福德宮，土地婆為主祀神且長年受當地婦女祈求懷孕與生育之事。

## 傳說及故事
- 玉皇大帝曾詢問土地公有何抱負，土地公答道：「希望凡間百姓個個富有，人人過著快樂生活」；但是，土地婆當面表示世間應有貧富之分，並應由此分工合作，發揮社會功能。土地公隨即說：「那貧窮的人不是很可憐嗎？」，土地婆答道：「如果人人都富有，那將來誰來替咱們女兒抬轎。」[1][5][6]
- 一日，土地公看見一戶人家因成員去世而嚎啕痛哭，不禁起了惻隱之心，並決定使其復活。土地婆連忙阻止並道：「生死乃因果輪迴，絕對不可改變輪迴運作，而且若人人長生不死，這世界不就成為人吃人的世界了?」[1][5]
- 中丞東橋顧公璘，正德間知台州府，有土地祠設夫人像。公曰：「土地豈有夫人！」命撤去。郡人告曰：「府前廟前缺夫人，請移土地夫人配之」。公令卜於神，許，遂移夫人像入廟。時為語曰：「土地夫人嫁廟神，廟神歡喜土地嗔」，既期年，郡人曰：「夫人入配一年，當有子。」復卜於神，神許，遂設太子像。[5][7]
- 在臺灣桃園大園內海村下厝，下厝福德祠在建成一段時間後有信眾為解土地公寂寞而另迎土地婆陪祀一旁。後來，土地公突被強行帶離，土地婆因而難過不已，地方也開始人心惶惶；為安撫土地婆與民心，信眾重塑一尊中年土地公為土地婆辦理再婚儀式，地方此後漸復平靜。一年後，原土地公失而復得並回到廟裡；經過擲筊請示，新土地公願將土地婆歸還原土地公。於是，信眾為老土地公舉行慶祝儀式，並將老土地公放回原位；同時，信眾為解決祂們「一妻二夫」的問題而決定由值年爐主輪流供奉新土地公至其家堂上。[8][2]

## 流行文化

### 連續劇
- 《土地公傳奇》（1998年）
- 《土地公土地婆》（2013年）